# Graham Crouch
Graham Crouch, född 11 januari 1948, död 28 november 2019, var en australisk friidrottare. Han deltog vid olympiska sommarspelen 1976.